# 돌리 (양)

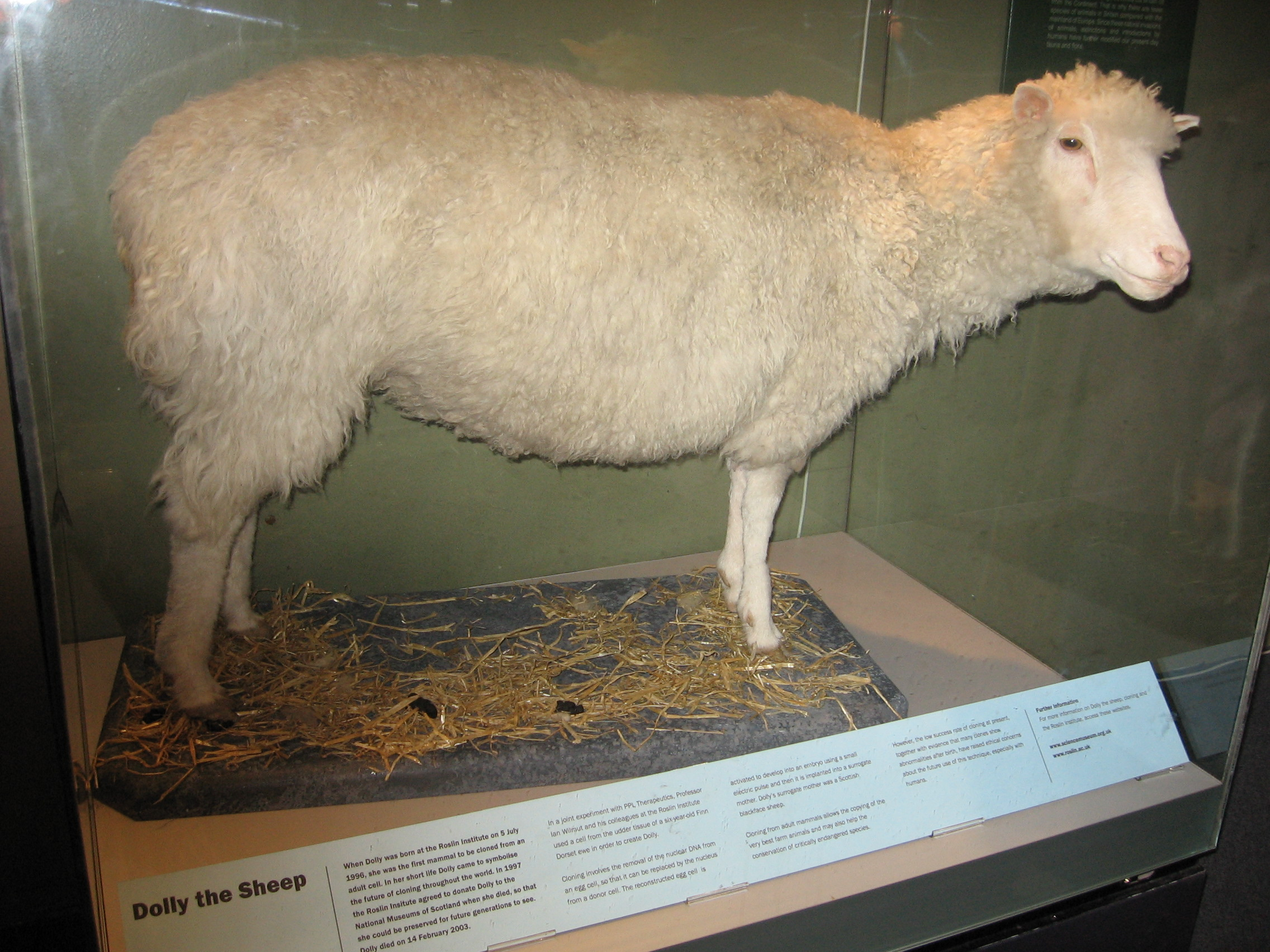
박제된 돌리의 모습

돌리(영어: Dolly, 1996년 7월 5일 ~ 2003년 2월 14일)는 세계 최초로 체세포 복제 (생물학)를 통해 태어난 포유류이다. 스코틀랜드 에든버러의 로즐린 연구소에서 복제되었다. 돌리의 복제 성공은 1997년 2월 22일에 발표되었다. 난자에서 핵을 제거하고 성숙한 양의 젖샘세포 핵을 이식하는 방식으로 탄생시켰다. 젖샘세포를 사용했다는 것을 강조하기 위해 가슴이 큰 미국의 가수 돌리 파턴의 이름을 따서 돌리라는 이름을 지었다.

## 복제 과정
돌리를 탄생시킨 영국의 이언 월머트(Ian Wilmut)박사는 스코틀랜드 애든버러대의 로슬린연구소에서 가축의 우량종 연구를 하다가 다 자란 동물의 복제 가능성을 알게 되었다. 월머트는 양의 난자를 얻어 핵을 제거한 뒤, 다른 양의 젖샘 세포를 추출해 핵을 옮겨 심는 작업을 시작했다. 수많은 시행착오가 이어졌다. 결국 세포의 성장주기를 맞추고, 전기충격을 가하는 방법으로 핵과 난자를 융합시키는데 성공했다. 수정란을 대리모 암양의 자궁에 착상을 시도했으나 276번의 실패끝에 277번째 수정란이 착상에 성공했다. 1996년 7월 5일 처음 핵을 얻은 양과 똑같은 색깔의 새끼 양이 태어났다.
윌머트 박사는 2016년 국제학술지 ‘네이처’와의 대담에서 소나 돼지 같은 동물이 아니라 양을 처음 복제한 이유에 대해 “값이 비싸고 세대 간 간격이 큰 소보다 훨씬 싸고 다루기 쉬웠기 때문”이라고 답했다.

## 안락사
돌리는 1998년 새끼 암양 보니를 포함해 모두 여섯 마리를 출산했다. 그러나 보통의 양들보다 짧은 6년 6개월 만인 2003년 2월 14일에 죽었다. 1999년부터 돌리의 체내에 있는 세포들이 늙은 동물들에게서 나타나는 노화 조짐을 보이는 것이 발견되었으며, 결국 폐선종이 발견되자 연구진은 돌리가 더는 고통받지 않도록 안락사하기로 결정했다. 네이처는 20세기 과학사에 기념비적인 돌리를 추모해 이례적으로 부고 기사를 냈으며 돌리는 박제되어 에든버러의 왕립 박물관에 전시되어 있다.

## 의미
1981년부터 여러 나라에서 쥐·양·토끼 등을 복제해왔지만, 돌리는 다른 복제 생물과는 달리 수정란이 아닌 완전히 자란 다른 포유동물의 세포로부터 복제된 최초의 포유류이다. 세계 최초의 복제동물은 아니지만 수정란 같은 발생 과정의 세포를 이식해 복제동물을 만든 것이 아니라 체세포를 이식해 복제했다는 사실은 이전과는 달리 특별한 의미를 지닌다. 발생 과정의 세포는 그냥 세포 덩어리일 뿐 어떤 모습일지, 어떤 특성이 있을지 알 수 없다. 그러나 다 자란 동물의 체세포를 복제할 경우에는 뛰어난 기량을 가진 경주마나 후각이 크게 발달한 마약탐지견의 복제가 가능하게 되었다는 것이다. 이는 곧 사람의 손톱, 머리카락 등에서 세포를 추출해 복제인간을 만들 수 있다는 것을 의미한다.

## 영향
돌리의 탄생으로 이전까지 다 자란 포유류는 복제할 수 없다는 상식이 깨졌다. 이것은 인간 복제가 현실로 나타날 수 있다는 의미였고, 종교계를 비롯해 여러 인권단체는 복제 연구를 적극 반대했다. 광범위한 토론 끝에 결국 여러 나라는 복제 연구에 대한 관련 법규를 만들었다.
돌리가 태어난 뒤 세계 각국에서 쥐(1997년), 소(1998년), 염소(1999년), 돼지(2000년), 고양이(2002년) 등 20종이 넘는 동물 복제에 성공했다. 덕분에 생명 공학은 빠른 속도로 발전하게 되었다.